# Bátorligeti-láp
Bátorligeti-láp este o arie protejată (arie specială de conservare — SAC, sit de importanță comunitară — SCI) din Ungaria întinsă pe o suprafață de 329,89 ha, integral pe uscat.

## Localizare
Centrul sitului Bátorligeti-láp este situat la coordonatele 47°46′44″N 22°16′24″E / 47.778889°N 22.273333°E.

## Înființare
Situl Bátorligeti-láp a fost declarat sit de importanță comunitară în mai 2004 pentru a proteja 2 specii de plante și 11 specii de animale. Situl a fost protejat și ca arie specială de conservare în februarie 2010.

## Biodiversitate
Situată în ecoregiunea panonică, aria protejată conține 7 habitate naturale: Pajiști aluvionare inundabile, de Cnidion dubii, Mlaștini alcaline, Păduri mixte riverane de Quercus robur, Ulmus laevis și Ulmus minor, Fraxinus excelsior sau Fraxinus angustifolia, de-a lungul marilor râuri (Ulmenion minoris), Pajiști cu Molinia pe soluri calcaroase, turboase sau argilos-nămoloase (Molinion caeruleae), Păduri stepice euro-siberiene cu Quercus spp., Lacuri eutrofice naturale cu vegetație de tip Magnopotamion sau Hydrocharition, Păduri aluvionare cu Alnus glutinosa și Fraxinus excelsior (Alno-Padion, Alnion incanae, Salicion albae).
La baza desemnării sitului se află mai multe specii protejate:
- plante (2): Angelica palustris, mușchi (Dicranum viride)
- amfibieni (2): buhai de baltă cu burta roșie (Bombina bombina), triton cu creastă dobrogean (Triturus dobrogicus)
- nevertebrate (8): croitorul mare al stejarului (Cerambyx cerdo), Hypodryas maturna, rădașcă (Lucanus cervus), fluturele purpuriu (Lycaena dispar), Maculinea teleius, Odontopodisma rubripes, Vertigo angustior, Vertigo moulinsiana
- reptile (1): țestoasa de baltă (Emys orbicularis)

Pe lângă speciile protejate, pe teritoriul sitului au mai fost identificate 1 specie de plante, 1 specie de pești.